# Dekanat Czchów
Dekanat Czchów – dekanat w diecezji tarnowskiej.

## Parafie wchodzące w skład dekanatu
- Biesiadki – Parafia Św. Mateusza Apostoła
- Czchów – Parafia Narodzenia Najświętszej Maryi Panny
- Domosławice – Parafia Nawiedzenia Najświętszej Maryi Panny
- Iwkowa – Parafia Podwyższenia Krzyża Świętego
- Jurków – Parafia Przemienienia Pańskiego i Bożego Miłosierdzia
- Kąty – Parafia św. Józefa Oblubieńca NMP
- Lewniowa – Parafia Matki Bożej Królowej Polski
- Rożnów – Parafia Św. Wojciecha BM i Podwyższenia Krzyża św.
- Tropie – Parafia Świętych Pustelników Świerada i Benedykta
- Tworkowa – Parafia Matki Bożej Fatimskiej
- Tymowa – Parafia Św. Mikołaja Bpa
- Wojakowa – Parafia Najświętszej Maryi Panny Wniebowziętej
- Złota – Parafia św. Michała Archanioła